# 秀島敏行
秀島 敏行（ひでしま としゆき、1942年（昭和17年）7月4日 - ）は、日本の政治家。元佐賀県佐賀市長（第1・2・3・4代）。

## 概要
佐賀県佐賀市本庄町生まれ。佐賀県立佐賀高等学校（現佐賀西高等学校）、熊本大学法文学部（現法学部）法学科卒業。1966年（昭和41年）、佐賀市役所に入庁。佐賀市民生部保険年金課長や環境課長、民生部次長、消防長、水道局長を経て、2003年（平成15年）より佐賀広域シルバー人材センター事務局長。翌2004年（平成16年）より、常務理事を兼任。
2005年（平成17年）10月、佐賀市・佐賀郡諸富町・大和町・富士町・神埼郡三瀬村の合併に伴う新・佐賀市の発足に伴う佐賀市長選挙に無所属で立候補。合併前の旧・佐賀市長であった木下敏之を破り、初当選した。2007年（平成19年）10月1日、佐賀郡川副町・東与賀町・久保田町を佐賀市に編入。2009年（平成21年）、佐賀市長再選。
2013年（平成25年）6月7日、佐賀市議会本会議において、10月の佐賀市長選挙に3選を目指して立候補する意向を表明。10月20日投開票の佐賀市長選挙では、元・参議院議員の川崎稔ら3人の対立候補を破り、3選。2015年（平成27年）の佐賀県知事選挙では、自由民主党本部や首相官邸の主導による元武雄市長の樋渡啓祐の擁立に反発し、元・総務官僚の山口祥義を擁立。山口は樋渡を破り、初当選した。2017年（平成29年）6月14日、佐賀市議会一般質問において4選を目指し立候補する意思を表明。同年10月8日に告示された佐賀市長選挙において、立候補を届け出たものが秀島のみであったため、無投票での4選が確定した。
2021年（令和3年）3月11日の市議会で、次期市長選挙の不出馬を表明。10月22日、佐賀市長退任。
2022年11月3日、秋の叙勲において、旭日小綬章を受章した。